# Franciszek Bartłomowicz
Franciszek Bartłomowicz, ps. „Brzęk”, „Grzmot”, „Siwy” (ur. 16 sierpnia 1891 w Rawie Ruskiej, zm. 9 września 1964 w Tomaszowie Lubelskim) – polski wojskowy, komendant obwodu Tomaszów Lubelski Okręgu Lublin Batalionów Chłopskich.

## Życiorys
Urodził się jako syn rolników Jana i Marii. W 1914 ukończył gimnazjum we Lwowie i studiował prawo na Uniwersytecie Lwowskim. Podczas I wojny światowej służył w armii austriackiej (awansował do stopnia ppor.), dostał się do niewoli radzieckiej i przebywał w obozie w Carycynie. Tam też poznał swoją przyszłą żonę, Stanisławę Pizan.
W 1922 wrócił z niewoli radzieckiej i osiedlił się w ówczesnym powiecie Tomaszów Lubelski, pracując jako nauczyciel. Został kierownikiem szkoły w Jezierni.
W stopniu porucznika, brał udział w kampanii wrześniowej. Przyłączył się do działalności konspiracyjnej w 1940, początkowo w Związku Czynu Zbrojnego, Stronnictwie Chłopskim, Związku Walki Zbrojnej, a następnie Batalionach Chłopskich. Od lipca 1942 pełnił funkcję komendanta obwodu Tomaszów Lubelski Batalionów Chłopskich. Przeorganizował struktury BCh w obwodzie na wojskową modłę (powstało m.in. 12 kompanii i 3 bataliony BCh i 4 kompanie Państwowego Korpusu Bezpieczeństwa), dowodził bitwą z Niemcami pod Zaborecznem i Różą. Awansowany w 1944 do stopnia majora a później podpułkownika, od września 1944 – komendant Komendy Powiatowej Milicji Obywatelskiej w Tomaszowie Lubelskim, wkrótce odwołany wskutek „źle układającej się współpracy z Aleksandrem Żebruniem z Powiatowego Urzędu Bezpieczeństwa Publicznego”. Szykanowany i zwalniany z pracy, wydalony ze Zjednoczonego Stronnictwa Ludowego, zrehabilitowany w 1956. Zmarł w 1964. Jest pochowany na starym cmentarzu w Tomaszowie Lubelskim.

## Życie rodzinne
Ojciec: Jan Bartłomowicz, syn Michała Bartłomowicza i Anny Slepokury

Matka: Maria Piskorska (* 16.05.1869), córka Józefa Piskorskiego i Anny Krawczyk
Był żonaty ze Stanisławą ps. „Ewa” (ur. 21 października 1901 na Łotwie – zm. 20 marca 1978). Żona była działaczką Batalionów Chłopskich, miała wykształcenie średnie. W organizacji od 1942; prowadziła punkt kontaktowy i punkt rozdziału prasy konspiracyjnej; odznaczona SKZzM i KP. Jest pochowana na „starym cmentarzu” w Tomaszowie Lubelskim. Ze Stanisławą Franciszek miał pięciu synów:
- Władysława, ps. „Zawisza” (ur. 12 maja 1920 w Carycynie, Rosja), wykształcenie średnie, w organizacji BCh od 1942, łącznik obwodu BCh Tomaszów Lubelski z komendą okręgu i podokręgiem IV B, porucznik, po wojnie pracował w PKP. Odznaczony został Krzyżem Partyzanckim i Krzyżem Batalionów Chłopskich[3].
- Stanisława, ps. "Januszewski" (ur. 26 listopada 1924 w Łachowicach, zm. 24 września 2010 w Tomaszowie Lubelskim) – kapitan Batalionów Chłopskich, po wojnie lekarz.
- Zdzisława – ur. 4 października 1926 w Kryszynie, powiat tomaszowski. Wykształcenie podstawowe (przed wojną; po wojnie wyższe), od 1943 członek BCh, łącznik Komendy Obwodu BCh. Tomaszów Lubelski. Po wojnie ukończył studia prawnicze. Odznaczony Krzyżem Partyzanckim i Krzyżem Batalionów Chłopskich. Zmarł 7 III 1995. Pochowany jest na „starym cmentarzu” w Tomaszowie Lubelskim[3].
- Czesława
- Mariana

## Awanse
- podporucznik – w czasie I wojny światowej
- porucznik – międzywojnie
- major – 1944
- podpułkownik – po wyzwoleniu

## Ordery i odznaczenia
- Krzyż Srebrny Order Virtuti Militari
- Krzyż Oficerski Orderu Odrodzenia Polski
- Srebrny Krzyż Zasługi z Mieczami
- Krzyż Zasługi za Dzielność
- Krzyż Partyzancki.